# Davide Suriano
Davide Suriano (Andria, 1989) è un giocatore di poker italiano.

## Biografia
Nato ad Andria, specialista negli "heads-up", ha vinto un braccialetto delle World Series of Poker alle WSOP 2014, aggiudicandosi la vincita di 335.553 dollari nell'evento "$10.000 No Limit Hold'em - Heads-Up".